# うっかり八兵衛
うっかり八兵衛（うっかりはちべえ）は、TBS系列の時代劇『水戸黄門』の登場人物。配役は高橋元太郎。
1970年放送の第2部から2000年放送の第28部まで30年間にわたりほとんど休まずに出演。休んだのは、第2部の第19話、第21話から第23話と第28話から第33話、第25部の第15話のみである。この間に配役交替を経ること無く一貫して高橋元太郎が演じ、長年にわたるはまり役となった。

## 設定
水戸光圀一行の諸国漫遊の旅のお供をするドジな町人。孤児の出である。光圀の密偵・風車の弥七の子分を自称し、旅に出ない時は光圀の住む西山荘で使用人を務めている。町人なので名字はなく、口癖の「こいつはうっかりだ」から「うっかり八兵衛」と呼ばれている。光圀、助三郎、格之進、弥七からは「ハチ」や「八兵衛」、お銀と飛猿、お新からは「八っつぁん」とそれぞれ呼ばれる。まれにお銀は「八兵衛さん」と呼ぶこともある。
「花より団子」ののんきな食い道楽であり、日本全国の名物のグルメに詳しく、名物巡りをしたがる八兵衛に光圀一行が付き合って事件に遭遇する場合が多い。各話の冒頭で滞在する土地の名物の講釈を始めたり、土地の民謡をよく口ずさんでいる。好物は団子で疲れた時に茶屋を見つけると立ち寄りたがる。食べ過ぎで腹を壊すことが多い。一行が野宿を強いられた際の山菜取りでは、野草の良し悪しを判別した。しかし、食べ物以外の名物への関心は薄い。
陽気な者同士でウマが合うのか、佐々木助三郎とよくつるんでおり、光圀と渥美格之進の目を盗んで芸者遊びに繰り出しては怒られてしまう。ただし美男の助三郎と違って女にもてないことを気にしており、第11部では同情した光圀が見合いの場所を設けたことが旅立ちのきっかけとなっていた。剣や格闘には無縁だが、元々盗賊上がり故かそれなりに場慣れはしており、素手の素人相手なら手近な物を駆使して応戦したりもする。大立ち回りでは地元の人々が巻き込まれないように庇ったり、罪を認めない悪人の前に証人を突き出す役目を持つ。悪人に真剣で応戦することはないが，怯みかけた悪人を薪雑把や柄杓などで懲らしめる場合もある。ごく稀に、悪人2人の腕を引っ張り体をぶつけて倒すという荒業を見せたりもした。
様々な理由により「越後の縮緬問屋の若旦那」を装うエピソードが1シリーズに1回くらいの頻度で出てくるが、大抵は事件に巻き込まれ「もう若旦那は懲り懲り」となって終わる。この時は、光圀が「若旦那のお目付役の爺や」に扮することもあった。

### 第2部 - 第8部
元は風車の弥七（中谷一郎）に師事していた盗賊の見習いだったが、義賊をやめて光圀に仕えるようになった弥七を追いかけ回していた。初登場時は掏摸を生業にし、助三郎と格之進に捕まったことがきっかけで光圀一行の後を追いかけるようになる。弥七を「親分」と呼び、当の弥七には迷惑がられていたが、光圀一行に馴染むと子分扱いしてもらえるようになった。光圀には貴重な庶民感覚の持ち主と見なされている。第2部第27話では瀕死の重傷を負った助三郎（杉良太郎）に付き添って一行を離れたり、第2部ではほとんど光圀一行につかずに旅のお供をしたりしていた。第3部では光圀一行と共に行動したり、しなかったりだった。第4部以降は基本的に光圀一行と共に旅のお供をした。第2部では弥七との行動が多く、時にはぐれることもあった。また、単独行動していることもあった。
役人を始めとする武士の多く（光圀たちなどは除く）を「町人や百姓をいじめて威張りくさっている」と嫌い、お家騒動に対しても「侍同士の揉め事で迷惑するのは庶民」と批判的だった。足が早いので役人に一回も捕まらなかったという設定が一度だけ登場した。字の読み書きができないが、後期のエピソードでは字を読める場合もある。
光圀一行を窮地に陥れた悪人を倒してみんなに見直される夢を見たり、不思議な薬（実はただの胃薬である）を飲んで悪人を蹴散らすエピソードもある。3回だけ格之進の代わりに印籠をかざしたことがあるが、いずれも本来の印籠出しの段取りを無視した少々滑稽な方法でのかざし方であり、特に3回目では「それでは場が締まらない」と見かねた格之進に印籠を返却した後、従来のやり方でかざし直される事になった。また、弥七を狙う霞のお新の短筒を、屋根から飛び降りて阻止したこともあった。

### 第8部以降
元コソ泥という設定が消滅した後も、弥七との親分・子分関係は引き継いでいる。
第28部の終了後は2003年12月15日放送の1000回記念スペシャルに特別出演。西山荘を離れて江戸で町人として暮らしていたが、2009年7月27日の第40部の第1話で5年半ぶりに出演し、同年12月21日放送の第20話に出演した。なお、再登場の際はレギュラーだった頃より年齢を重ねた風貌であった。
2011年12月19日の最終回スペシャルにおいては、江戸において蕎麦屋で蕎麦職人を生業としていたことが判明しており、諸国漫遊していた頃の旅先で食した蕎麦の知識と経験を生かした蕎麦打ちが好評となっているようである。

## 後継キャラクター
第29部以降、うっかり八兵衛と同様のコメディリリーフ的な役回りのキャラクターはしばらく登場しなかったが、第33部から第35部までよろず屋の千太（三波豊和）が、第36部の第10話から第39部までおけらの新助（松井天斗）が登場した。
- よろず屋の千太は「よろず屋」の名の通り、さまざまな仕事を器用にこなす今でいう便利屋。明るく元気はいいが結構失敗も多く、それでいて愛嬌があって憎めないキャラ。「合点承知の助」が口癖で、第33部で疾風のお娟に助けられたことがきっかけで旅に同行するようになった。恩人でもあるお娟に憧れていて追っかけとなったが、彼女からはしばしば冷たくあしらわれている（でもまんざらでもなさそうにも見える）。
- おけらの新助はよろず屋の跡取り息子で、明るく気立ては優しいがそそっかしく、トラブルを持ち込むこともしばしば。元々は父親の権太（魁三太郎）への孝行のために、実の祖父と噂される萩焼の陶工・一ツ窯の太兵衛（石立鉄男）に会うべく第36部第10話から勝手に旅についてきて、目的を果たした後もそのまま同行していた。また権太の他にも母親のおかつ（重田千穂子）、居候の安五郎（桜金造）がゲストとして登場し、最初は新助を江戸の実家に連れ戻そうとしていた。なおこの新助は、うっかり八兵衛や千太に比べて「若々しさ」を前面に出したキャラクターとして造形された。

また、前述の第40部からはうっかり八兵衛が江戸で出会った孤児で、同じ「八兵衛」の名前であった縁から親代わりに面倒を見ていて実の子同然に可愛がっているちゃっかり八兵衛（林家三平）が新レギュラーとして登場した。ただし、ちゃっかり八兵衛は内藤剛志が演じる2代目風車の弥七のような「2代目うっかり八兵衛」ではなく、あくまで「2代目八兵衛」とされている。第42部・第43部では、一部設定の刷新に伴い「江戸見物の客の案内業で生計を立てる町人で光圀らとも旧知の仲であり、一行の旅立ちに際して宿の手配や道中を案内する先達の役目を引き受けた」という設定になり、名前も「ちゃっかり」の冠称がなくなって「八兵衛」となっている。
なおちゃっかり八兵衛が光圀一行に加わったのは「かつての自分のように諸国を旅させて、様々なことを学ばせてやりたい」とうっかり八兵衛が光圀に頼んだためで、ちゃっかり八兵衛は養父のうっかり八兵衛を「おやじさん」と呼んで慕っており、弥七のことも養父同様に「親分」と呼んでいる。また養父同様にお調子者かつ食いしん坊なほか、茶屋で手に入る割り箸や紙くずを様々にリサイクルするのが得意で、それを売っては小銭を稼いでいる所から「ちゃっかり」といわれる。

## 雑記
八兵衛が江戸時代の日本で知られていないはずの「ファイト」という外来語の台詞を発したとの都市伝説が存在するが、フジテレビ『トリビアの泉』でこの話題が紹介された際に高橋元太郎はこの噂を明確に否定。番組内で八兵衛が出演していた全880話分の全シーンを検証した際も該当する場面は発見されず、ガセビア認定されている。このガセビア投稿者はどのシーンを見て送ったのかは不明である。
なお、高橋元太郎自身は撮影には一度も遅刻をしたことがないなど非常に真面目で几帳面な性格であり、バラエティー番組のゲスト出演などでそういった一面をのぞかせた際に、八兵衛のキャラクターを引き合いに「しっかり八兵衛」と呼ばれることもある。
TBS系列で放送されたドラマ『弁護士のくず』第7話「不適切な遺産相続」に高橋元太郎がゲスト出演した際、主演の豊川悦司が高橋の演じる役を指して「うっかり八兵衛に似た爺さん」というシーンがある。